# Succinimidil-éster
Succinimidil-éster se refere em química orgânica ao conjunto de compostos derivados da succinimida na forma de éster. Possuem importância em bioquímica, em especial associados por acoplamento à fluoresceína (formando a NHS-fluoresceína) ou haptenos (biotina, digoxigenina, dinitrofenil) em estudos e análises de nucleotídeos, proteínas, enzimas e anticorpos.
O acoplamento com a fluoresceína forma derivados de amina reativos que possuem maior especificadde que muitas outras aminas na presença de outros nucleófilos.